# Мисс Интернешнл 1999

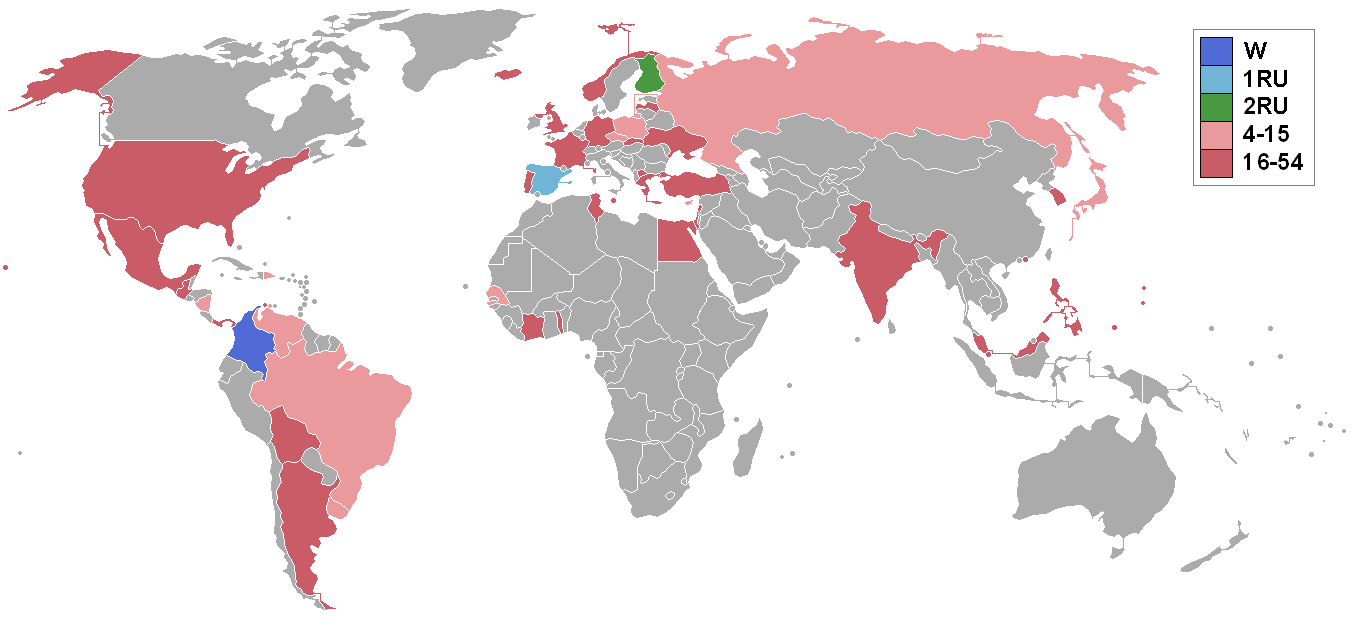
Страны-участницы Мисс Интернешнл

Мисс Интернешнл 1999 (англ. Miss International 1999) — 39-й международный конкурс красоты Мисс Интернешнл, проведённый 14 декабря 1999 года в Токио (Япония), который выиграла Паулина Гальвес из Колумбии.

## Финальный результат
| Финальные результаты | Участница |
| -------------------- | --- |
| Мисс Интернешнл 1999 | - Колумбия — Паулина Гальвес |
| 1-я вице-мисс        | - Испания — Кармен Фернандес |
| 2-я вице-мисс        | - Финляндия — Сайя Палин |
| Полуфиналистки       | - Бразилия — Алессандра до Нассименто - Кюрасао — Памела Уинкель - Кипр — Афродити Периклеус - Чехия — Сарка Сикорова - Доминиканская Республика — Пэтси Ариас - Япония — Кана Онода - Никарагуа — Кладия Аланис - Польша — Адриана Герцев - Россия — Мария Чеботкевич - Сенегал — Аиша Фай - Уругвай — Даниэла Абасоло - Венесуэла — Андрейна Льямосас |

## Специальные награды
| Награда              | Учатница                                   |
| -------------------- | ------------------------------------------ |
| Мисс Конгениальность | - Северные Марианские Острова — Миюки Хилл |
| Мисс Фотогеничность  | - Колумбия — Паулина Гальвес               |

## Участницы
| - Аргентина — Элисабет Контрард - Аруба — Синди Ванесса Кам Лин Мартинус (World '99) - Боливия — Наталья Артеага - Бразилия — Алесандра до Нассименто - Великобритания — Джанет Кехинде Айюба - Колумбия — Паулина Гальвес - Кот-д’Ивуар — Мадауссу Камара - Кюрасао — Памела Уинкел - Кипр — Афродити Периклиус - Чехия — Сарка Сикорова - Доминиканская Республика — Пэтси Ариас - Египет — Энги Мухаммед Абдалла (Universe '99) - Финляндия — Сайя Палин - Франция — Селин Чеува - Германия — Таня Фройдерберг - Греция — Пенелопа Ленцу - Гуам — Лурдес Джанетт Ривера - Гватемала — Глэдис Альварадо - Гавайи — Кристи Чанг - Гонконг — Миоли Ву Хун-Йи - Исландия — Асбьорг Кристинсдоддоттир - Индия — Шри Крупа Мурали - Израиль — Нофит Шевах - Япония — Кана Онада - Республика Корея — Ли Джэ-вон - Латвия — Агнес Кейша | - Ливан — Клеменц Ачкар (World '98, Universe '99) - Северная Македония — Дулфина Зафирова - Малайзия — Андреа Франклин Гомес - Мальта — Катрин Сейсан - Мексика — Грасиела Сото - Никарагуа — Клаудия Аланис Эрнандес (Universe '98, World '98) - Северные Марианские Острова — Миюки Хилл - Норвегия — Анетта Рустен (Europe '99) - Палау — Шарлен Кауд Омилау - Панама — Бланка Элена Эспиноса Туффолон - Филиппины — Хиорхина Анн «George» де ла Пас Сандико - Польша — Адриана Герцек (1st RU Europe '01) - Португалия — Андреа Антуниш - Россия — Мария Чеботкевич - Сенегал — Аиша Фай - Сингапур — Джанис Ко Йок Тенг - Словакия — Адела Барткова - Испания — Кармен Фернандес - Того — Дебора Тийена Бассука - Тунис — Лейла Бент Абдессалем - Турция — Мерве Алман - Украина — Лилия Залунина - Уругвай — Мария Даниэла Абасоло Кунгетти (World '01) - США — Дженифер Гловер (USA-California '01) - Венесуэла — Андрейна Льямосас |

## Не участвовали
- Канада — Дженефер Джессика Изабель Дженей
- Сальвадор — Лусиана Хосе Сандоваль
- Парагвай — Сильвана де лос Анхелес Хименес-Валиенте

## Замена
- Аруба — Дженифер Мартали Бермудес
- Венесуэла — Барбара Летисия Перес Ранхель (study commitments)

## Участие в других конкурсах
| Мисс Вселенная 1999 - Египет: Энги Абдалла - Ливан: Клеменц Ачкар Мисс Вселенная 1998 - Никарагуа: Клаудиа Аланис Мисс Мира 2001 - Уругвай: Даниэла Абасоло Мисс Мира 1999 - Аруба: Синди Кам Тин Мартинус | Мисс Мира 1998 - Ливан: Клеменц Ачкар - Никарагуа: Claudia Alaniz Мисс США 2001 - США: Дженифер Гловер Мисс Европа 2001 - Польша: Адрианна Герцеу (1-я вице мисс) Мисс Европа 1999 - Норвегия: Анетт Рустен |